# MECE

MECE의 예

MECE(Mutually Exclusive Collectively Exhaustive의 약자, 상호배제와 전체포괄)는 항목들이 상호 배타적이면서 모였을 때는 완전히 전체를 이루는 것을 의미한다. 이를테면 '겹치지 않으면서 빠짐없이 나눈 것'이라 할 수 있다. 영어권에서는 '미씨'라고 읽는다.

## 예
사람을 예로 들면, "나이"에 의한 분류는 어떤 사람이 20세이기도 하고 21세이기도 한 경우는 없기 때문에, 모든 사람을 OO세라는 집단으로 나누는 것은 MECE인 경우이다. 한편, "직업"에 의한 분류는 겸업을 하는 사람도 있기 때문에 MECE가 아니다
수학적 예를 들면, 어떤 집합 {\displaystyle U}를 집합 {\displaystyle A,B,C}로 나누었을 때 아래 조건들을 모두 만족한다면 MECE를 따른 분류라고 할 수 있다. 물론 여기서 A, B, C는 모두 공집합이 아니다(만약 어느 하나가 공집합이라면 그것은 이미 정상적인 분류가 아니다).
- {\displaystyle A\cap B=\emptyset }
- {\displaystyle B\cap C=\emptyset }
- {\displaystyle C\cap A=\emptyset }
- {\displaystyle A\cup B\cup C=U}

## 활용
WBS 개발, 상품 기획, 각종 조사 대상 품목 선정 등에서 요인을 빠짐없이 검토해보고 싶을 때 MECE에 따른 분류를 자주 사용한다. 예를 들면 새로운 상품을 기획하는 경우 상품이라는 전체 집단을 "행동"과 "판매 가격대"등의 측면에서 MECE가 되도록 분할하고 경쟁 상품이 없는 분야의 상품 개발을 우선시하는 등의 활용 방법이있다. MECE인지 확인하면서 연역적으로 분류를 하면, 직감에 따른 분류보다 포괄성이 높아지면서 뜻밖의 신상품 시장을 발견하게 되는 경우도 있다.
제조 회사는 품질은 높고 가격은 낮은 제품을 만들기 위하여 MECE를 활용하여 다음과 같이 아이디어를 창출할 수 있다.
- 제품에 필요한 "기능" - 제품에 필요한 성질(예. 건강 기능), 없어야 할 성질(예. 유해 기능)을 빠짐없이 검토해 본다.
- 공정(원자재 - 제조 - 가공 - 수송 - 판매 - 사용 - 폐기)에서 "시간"을 기준으로 빠짐없이 검토해 본다.
- 제품의 고장을 없애고 생산성을 늘리기 위해, 발생 부위 원인 부분을 "공간"을 기준으로 빠짐없이 검토해 본다.
- 고장률을 낮추기 위해 대책 방안을 과학적 측면(예. 중력, 자기력, 고체, 액체, 기체 등)에서 빠짐없이 검토해 본다.

## 같이 보기
- 논리 트리(logic tree)
- 사례 분석
- 부분 집합
- 매킨지 앤 컴퍼니 : 이 용어를 최초로 사용하였다고 알려져 있다.